# Mästarnas mästare 2018
Den tionde säsongen av TV-programmet Mästarnas mästare sändes i Sveriges Television under våren 2018. Till skillnad från de tidigare säsongerna togs det inte in några nya deltagare utan istället valde SVT att göra en jubileumssäsong för att fira att programmet fyller tio år. 18 deltagare som har varit med i de tidigare säsongerna valdes ut och de delas upp i sex grupper med tre deltagare i varje grupp, där varje grupp möter två andra grupper i en första omgångsrunda. Detta för att kvalificera sig vidare eller bli utslagen som en grupp.

## Deltagare
Indelningen denna säsong var annorlunda jämfört med tidigare säsonger. Samtliga 18 deltagare delades in lag baserat på deras tidigare sporter och varje lag hade tre deltagare. Totalt var det sex lag och dessa lag tävlade sedan i två olika grupper med tre lag i varje grupp.

### Grupp 1
Den första gruppen tävlade under avsnitt 1–3 (4–18 mars 2018):

#### Bollaget
| Namn                       | Sport    | Tidigare medverkande i |
| -------------------------- | -------- | ---------------------- |
| Kennet Andersson           | Fotboll  | Säsong 8 (2016)        |
| Jesper Blomqvist           | Fotboll  | Säsong 5 (2013)        |
| Magnus "Slangen" Wislander | Handboll | Säsong 4 (2012)        |

#### Simlaget
| Namn            | Sport   | Tidigare medverkande i |
| --------------- | ------- | ---------------------- |
| Emma Igelström  | Simning | Säsong 1 (2009)        |
| Louise Karlsson | Simning | Säsong 2 (2010)        |
| Anna Lindberg   | Simhopp | Säsong 5 (2013)        |

#### Skidlaget
| Namn               | Sport      | Tidigare medverkande i |
| ------------------ | ---------- | ---------------------- |
| Magdalena Forsberg | Skidskytte | Säsong 5 (2013)        |
| Ingemar Stenmark   | Alpint     | Säsong 3 (2011)        |
| Pernilla Wiberg    | Alpint     | Säsong 4 (2012)        |

### Grupp 2
Den andra gruppen tävlade under avsnitt 4–6 (25 mars–8 april 2018):

#### Friidrottslaget
| Namn              | Sport     | Tidigare medverkande i |
| ----------------- | --------- | ---------------------- |
| Malin Ewerlöf     | Löpning   | Säsong 5 (2013)        |
| Erica Johansson   | Längdhopp | Säsong 1 (2009)        |
| Mattias Sunneborn | Längdhopp | Säsong 6 (2014)        |

#### Kraftlaget
| Namn                  | Sport     | Tidigare medverkande i |
| --------------------- | --------- | ---------------------- |
| Sara Eriksson Dikanda | Brottning | Säsong 7 (2015)        |
| Tomas Johansson       | Brottning | Säsong 2 (2010)        |
| Armand Krajnc         | Boxning   | Säsong 2 (2010)        |

#### Skridskolaget
| Namn                   | Sport    | Tidigare medverkande i |
| ---------------------- | -------- | ---------------------- |
| Peter "Foppa" Forsberg | Ishockey | Säsong 8 (2016)        |
| Per "Pelle" Fosshaug   | Bandy    | Säsong 1 (2009)        |
| Maria Rooth            | Ishockey | Säsong 9 (2017)        |

## Nattduellen
I nattduellen denna gång var det enbart stavduellen som var tillgänglig. Skillnaden denna gång var att lagmedlemmarna tävlade mot varandra två åt gången (en från varje lag) och efter en duell byttes båda de tävlande medlemmarna ut. Duellen kördes i tre omgångar, där det lag som först tog två vinster vann och fick stanna kvar i tävlingen.
| Avsnitt | Datum (2018) | Nattduell mellan | Vinnare omgång 1                  | Vinnare omgång 2                   | Vinnare omgång 3                    | Utslagna   |   |
| ------- | ------------ | --- | --------------------------------- | ---------------------------------- | ----------------------------------- | ---------- | - |
| 1       | 4 mars       | — | —                                 | —                                  | —                                   | —          | — |
| 2       | 11 mars      | — | —                                 | —                                  | —                                   | —          | — |
| 3       | 18 mars      | Bollaget och Simlaget: 1. Magnus Wislander mot Emma Igelström 2. Kennet Andersson mot Anna Lindberg 3. Jesper Blomqvist mot Louise Karlsson              | Magnus Wislander (Bollaget)       | Kennet Andersson (Bollaget)        | —                                   | Simlaget   |   |
| 4       | 25 mars      | — | —                                 | —                                  | —                                   | —          | — |
| 5       | 1 april      | — | —                                 | —                                  | —                                   | —          | — |
| 6       | 8 april      | Kraftlaget och Friidrottslaget: 1. Armand Krajnc mot Erica Johansson 2. Sara Eriksson Dikanda mot Malin Ewerlöf 3. Tomas Johansson mot Mattias Sunneborn | Erica Johansson (Friidrottslaget) | —                                  | —                                   | —          |   |
| 7       | 15 april     | Kraftlaget och Friidrottslaget: 1. Armand Krajnc mot Erica Johansson 2. Sara Eriksson Dikanda mot Malin Ewerlöf 3. Tomas Johansson mot Mattias Sunneborn | —                                 | Sara Eriksson Dikanda (Kraftlaget) | Mattias Sunneborn (Friidrottslaget) | Kraftlaget |   |
| 8       | 22 april     | Skidlaget och Skridskolaget: 1. Magdalena Forsberg mot Maria Rooth 2. Pernilla Wiberg mot Per Fosshaug 3. Ingemar Stenmark mot Peter Forsberg            | Magdalena Forsberg (Skidlaget)    | Per Fosshaug (Skridskolaget)       | —                                   | —          |   |
| 9       | 29 april     | Skidlaget och Skridskolaget: 1. Magdalena Forsberg mot Maria Rooth 2. Pernilla Wiberg mot Per Fosshaug 3. Ingemar Stenmark mot Peter Forsberg            | —                                 | —                                  | Peter Forsberg (Skridskolaget)      | Skidlaget  |   |

## Slutgiltig placering och utslagningsschema

Den tionde säsongen av Mästarnas mästare spelades in under september 2017 på den grekiska halvön Peloponnesos.

### Resultattabell: Grupp 1
I jaktstarten i gruppfinalen hade Skidlaget 108 sekunders försprång mot tvåan, Simlaget, som i sin tur fick 18 sekunders försprång mot trean, Bollaget. Skidlaget vann jaktstarten, Bollaget kom tvåa och Simlaget kom sist, vilket gjorde att Bollaget och Simlaget möttes i en nattduell.
| Lag       | Plats | 1  | 2  | 3  | 1+2+3 |
| --------- | ----- | -- | -- | -- | ----- |
| Skidlaget | 1     | 36 | 24 | 6  | 66    |
| Bollaget  | 2     | 10 | 12 | 2  | 24    |
| Simlaget  | 3     | 14 | 4  | 12 | 30    |

### Resultattabell: Grupp 2
I jaktstarten i gruppfinalen hade Friidrottslaget 12 sekunders försprång mot tvåan, Skridskolaget, som i sin tur fick 102 sekunders försprång mot trean, Kraftlaget. Skridskolaget vann jaktstarten, Kraftlaget kom tvåa och Friidrottslaget kom sist, vilket gjorde att Kraftlaget och Friidrottslaget möttes i en nattduell. 
| Lag             | Plats | 4  | 5  | 6  | 4+5+6 |
| --------------- | ----- | -- | -- | -- | ----- |
| Skridskolaget   | 1     | 14 | 24 | 12 | 50    |
| Friidrottslaget | 2     | 36 | 12 | 6  | 54    |
| Kraftlaget      | 3     | 10 | 4  | 2  | 16    |

### Kval till semifinal
Bollaget vann båda tävlingarna innan den avgörande jaktstarten och fick därmed 16 sekunders försprång mot Friidrottslaget. Bollaget vann jaktstarten, vilket gjorde att Friidrottslaget blev utslagna och Bollaget gick vidare till semifinal. 
| Lag             | Plats i avsnitt 7 |
| --------------- | ----------------- |
| Bollaget        | 1                 |
| Friidrottslaget | 2                 |

### Slutspel: Semifinal och final
I jaktstarten i semifinalen hade samtliga lag samma starttid, i och med deras tidigare resultat i semifinalen. Bollaget vann jaktstarten, vilket direktkvalificerade dem till finalen. Skidlaget kom tvåa och Skridskolaget kom sist, vilket gjorde att Skidlaget och Skridskolaget möttes i en nattduell.
Finalen avgjordes den 29 april 2018 mellan Bollaget och Skridskolaget. Den första grenen vanns av Bollaget, som därmed fick en fördel i det första hindret i den avgörande finalen. Den andra grenen vanns av Skridskolaget, som därmed fick en fördel i det andra hindret i den avgörande finalen. Den tredje grenen vanns av Bollaget, som därmed fick en fördel i det tredje hindret i den avgörande finalen. I den avgörande finalen skulle de två kvarvarande lagen först ta sig genom en hinderbana fastbundna med ett rep för att sedan gräva fram och lägga ett sorts sudoku för att sedan fylla vatten i en behållare. Det sista och avgörande momentet var att kasta klot i en vågskål. Detta moment vanns av Bollaget som därmed blev Mästarnas mästare 2018.
| Lag           | Slutgiltig placering (avsnitt 8 och 9) |
| ------------- | -------------------------------------- |
| Bollaget      | Vinnare                                |
| Skridskolaget | Tvåa                                   |
| Skidlaget     | Trea                                   |